# 大丸山古墳
大丸山古墳（おおまるやまこふん）は、山梨県甲府市下曾根にある古墳。形状は前方後円墳。東山古墳群を構成する古墳の1つ。国の史跡に指定されている。山梨県最古級の前方後円墳とされる。甲斐銚子塚古墳・丸山塚古墳などとともに東山古墳群の中核を成す。

## 立地

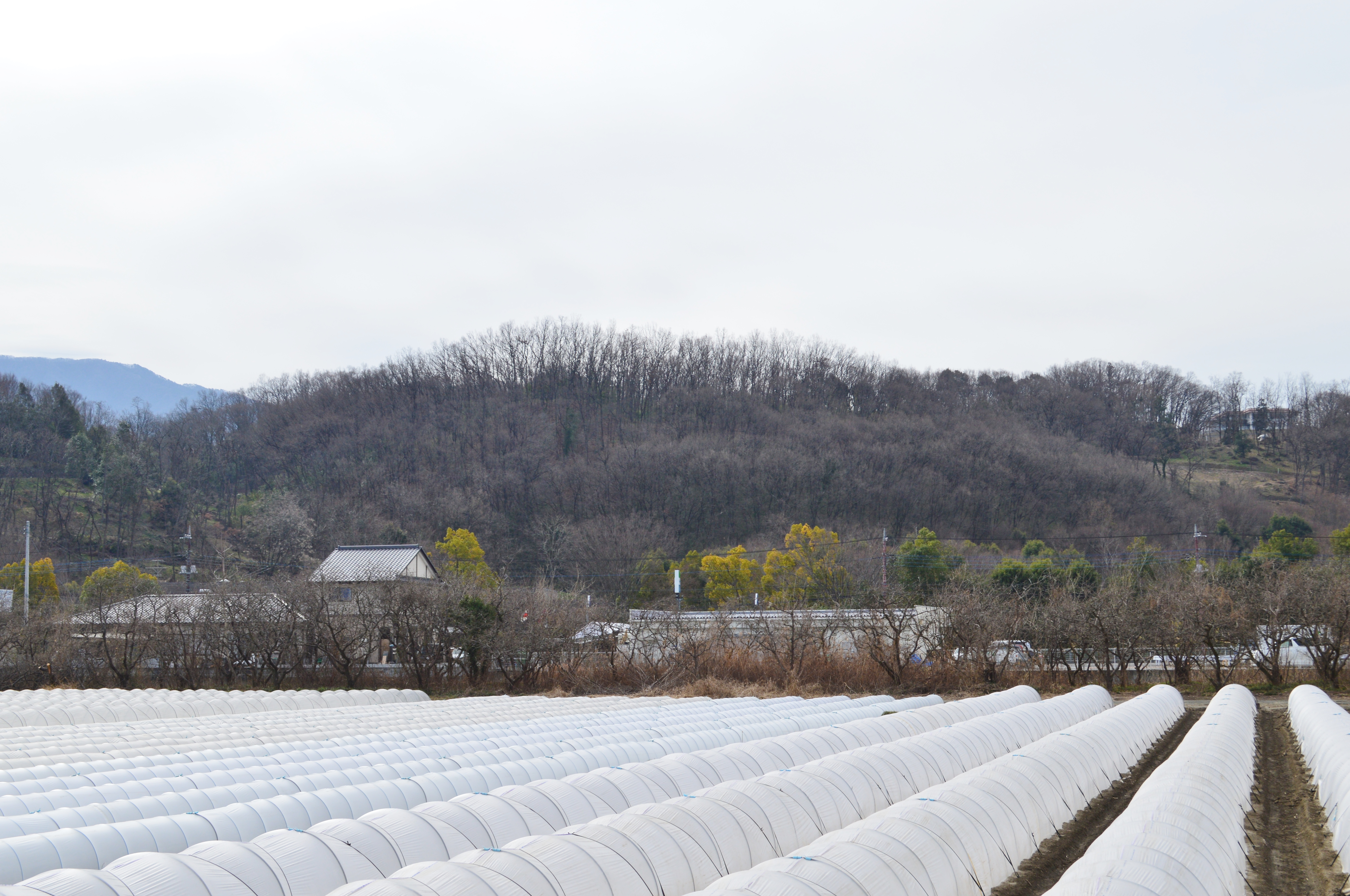
曽根丘陵 遠景大丸山古墳は中央の丘陵頂部に所在する。

大丸山古墳所在する甲府市下曽根は甲府盆地南東縁に位置する。甲府盆地南端の笛吹川左岸に伸びる曽根丘陵上・東山北東麓の尾根鞍部に立地する。標高は310メートル。曽根丘陵一帯は大型古墳が濃密に分布する地域である。

## 発掘調査と遺構・遺物

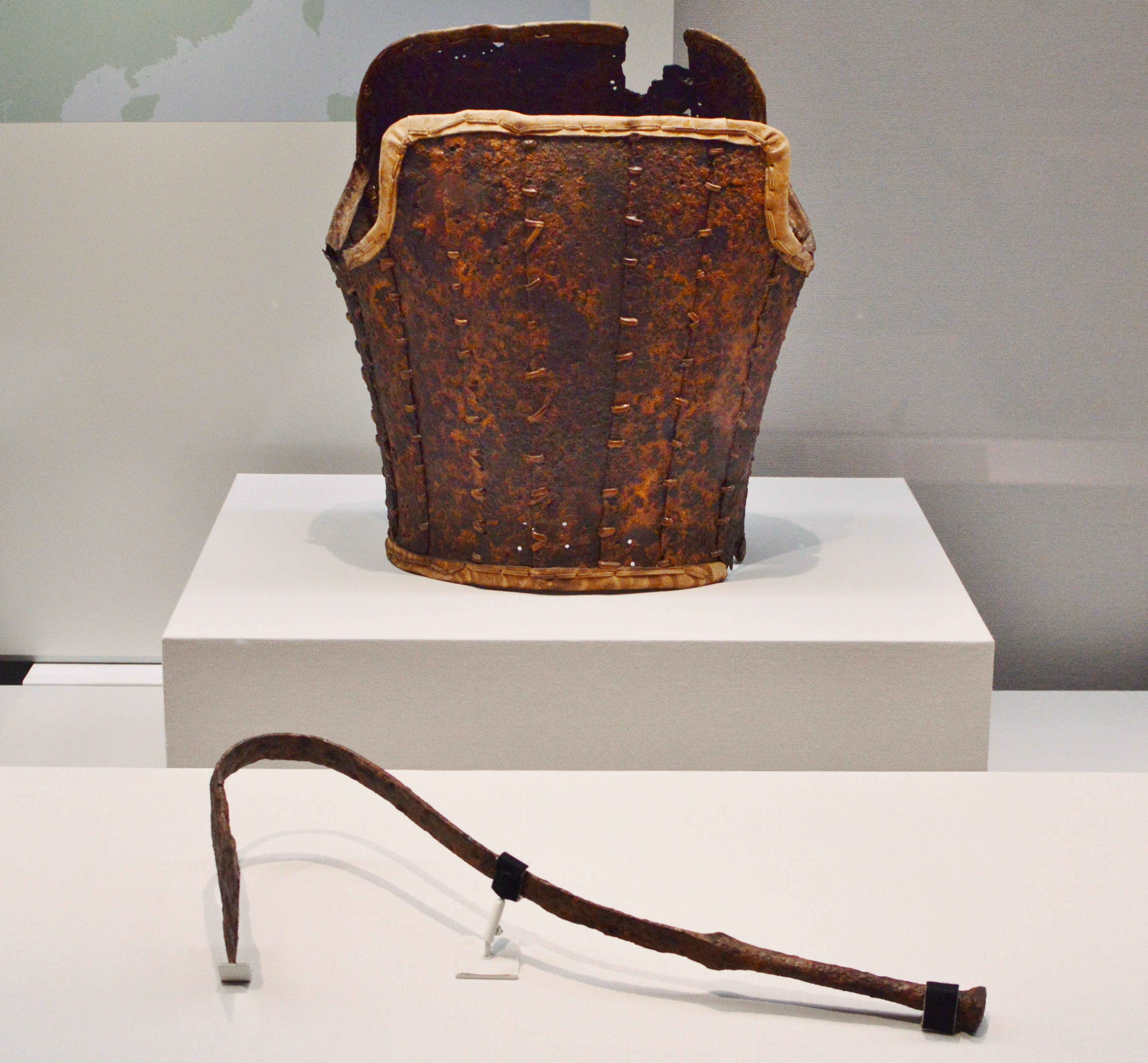
革綴短甲・有柄鉄斧東京国立博物館展示。

1920年（昭和4年）に地元民により発見される。全長99メートル、後円部径49メートル。主軸は東西方向で、前方は西向き。戦後の1970年（昭和45年）に『中道町史』編纂に際して調査が行われ、1976年（昭和51年）には山梨県教育委員会による墳丘測量が行われた。
墳丘は自然地形の上に造成され、東西方向の主軸と並行する主体部は上下二段の構成で、長さ2.2メートル、幅0.8メートル。組合式石棺の蓋石上に、割石小口積みで竪穴式石室が構築された特異な形態であり、京都府向日市向日の妙法山古墳との類似が指摘されている。
細部の調査は行われておらず、墳丘上の埴輪や葺石は確認されていない。石棺内部は朱塗され、成人男女2体の遺骸とともに、銅鏡・農具・玉・武器・武具などの遺物（副葬品）が出土した。ただし「男女2体」と報告された被葬者が本当に男女であるかは良くわかっていない。
石室下段からは岐阜県岐阜市の打越古墳と静岡県磐田市の寺谷銚子塚古墳と同笵（どうはん）関係を持つ三角縁日月銘獣文帯三神三獣鏡、環状乳神獣鏡、変形獣形鏡、八禽鏡が、石棺内からは全体が磨かれた花崗岩製で表面に朱が付着した石枕や管玉などが発見された。出土した石枕は、長さ70センチメートルの円柱形に頭を乗せる窪みを2ヶ所付けた珍しい形状だった。
ほか、農工具類では上段の竪穴式石室内からは渡来系工人の作と考えられている細工が施された鉄製柄付手斧、木質跡や布が付着した跡が見られる短冊形鉄斧、有袋形鉄斧、25点の鉋、鑿、鋸、刀子、木質跡のある鉄鎌が、武器類では鉄剣、鉄刀、短甲が出土している。大丸山古墳から出土した短甲は「竪矧板皮綴短甲」と呼ばれる17枚の鉄板が綴じられた鉄製短甲で、大丸山古墳以外では大阪府の紫金山古墳・岡山県の奥の前1号墳からの出土事例が知られる。
出土遺物の多くは東京国立博物館に所蔵されている。

## ギャラリー

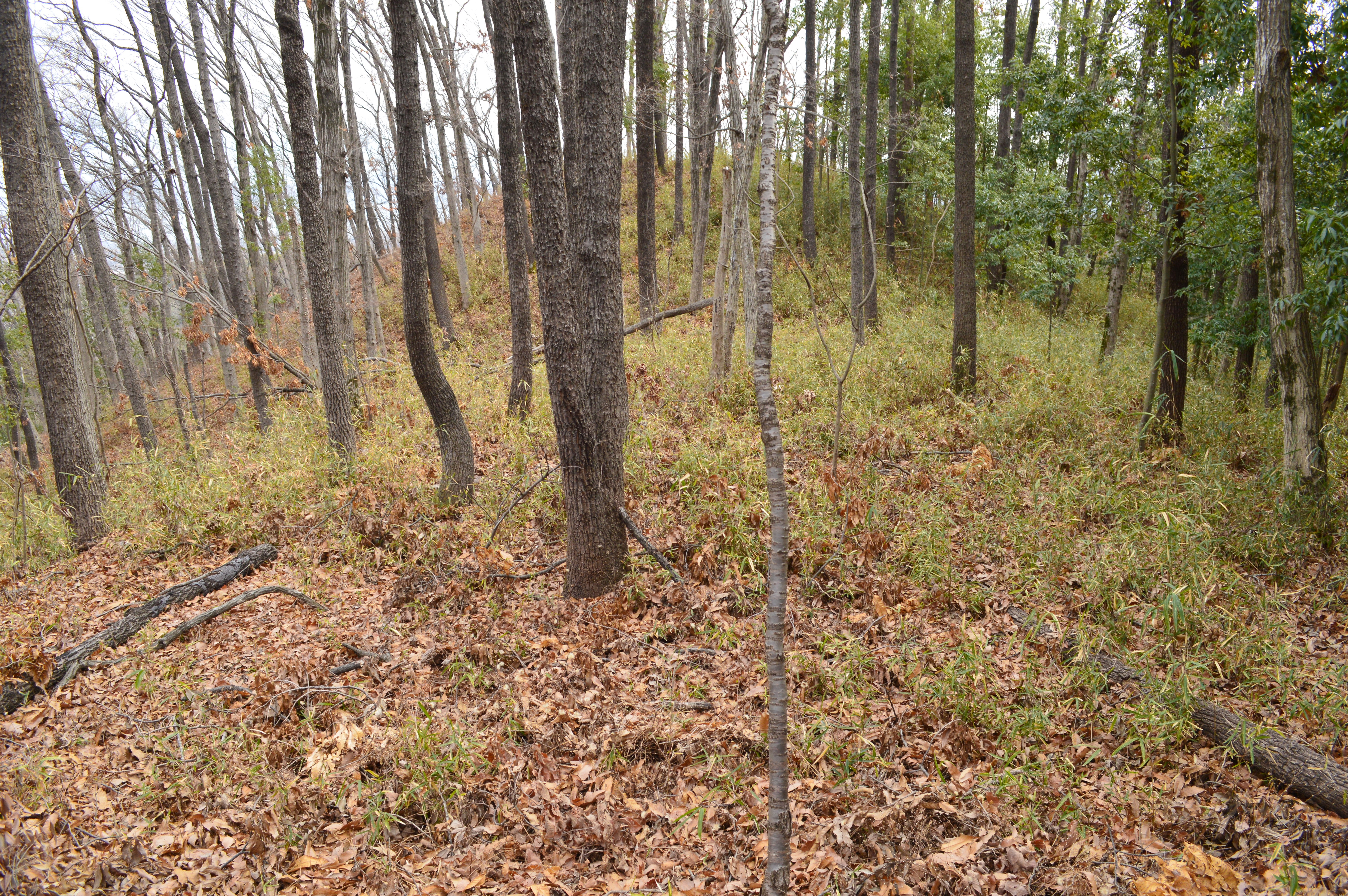
前方部から後円部を望む
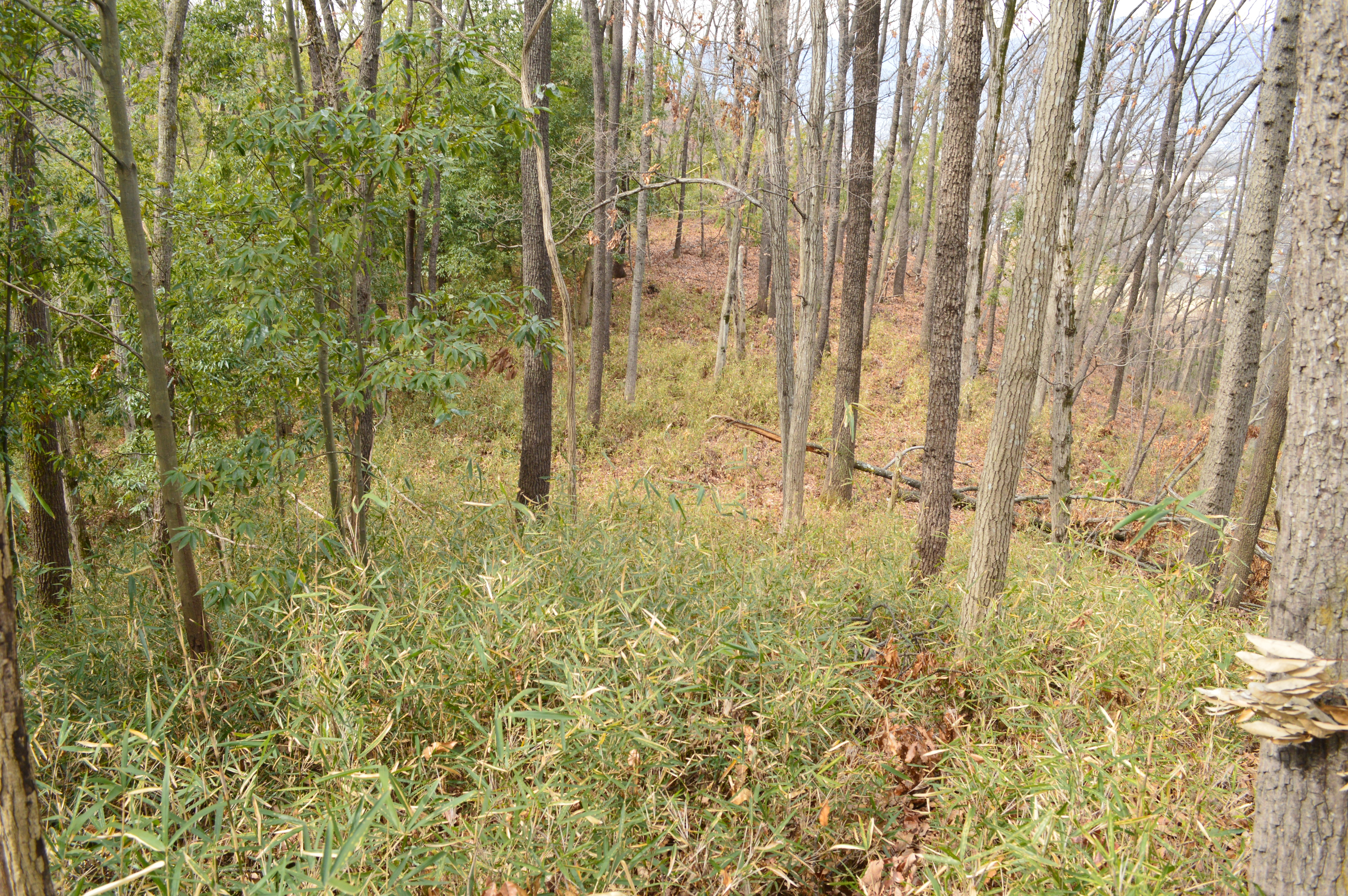
後円部から前方部を望む
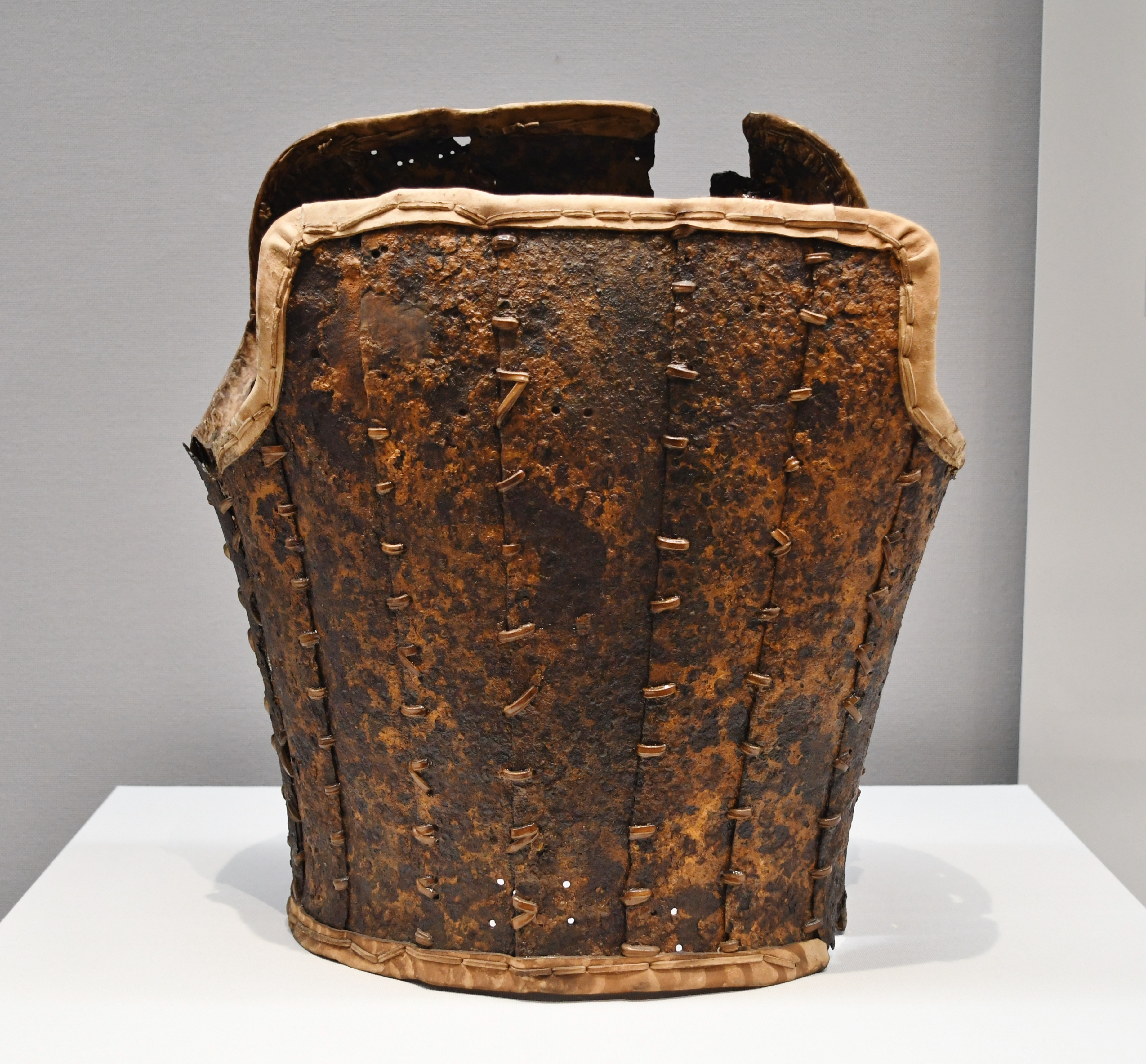
革綴短甲
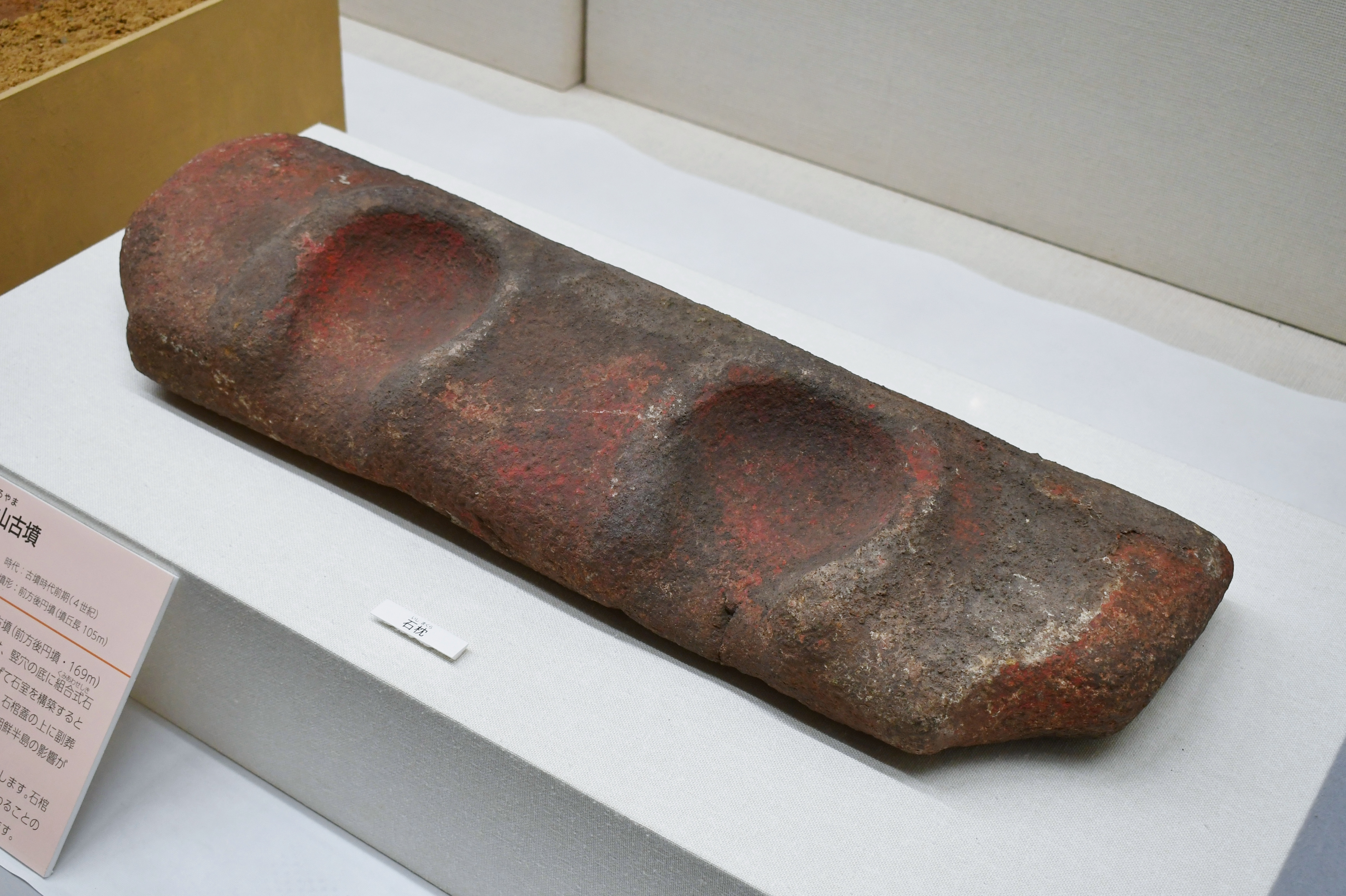
石枕 大阪府立近つ飛鳥博物館企画展示時に撮影。

## 築造年代と歴史的背景
築造時期については、甲斐銚子塚古墳との前後関係をめぐる議論があり、4世紀半ばから5世紀前半まで幅があったが、現在では鋲留の手斧や短甲の様式から大丸山古墳が先行すると考えられている。
東山地域には弥生時代後期後半から古墳時代前期前半にかけて方形周溝墓が築かれた上の平遺跡があり、甲府盆地において安定した生産力を得られる地域であったと考えられている。
甲府盆地では富士山西麓（のちの中道往還）を経て畿内の影響を受けた古墳文化が流入し、大丸山古墳東側の米倉山には山梨県内初の古墳で唯一の前方後方墳である小平沢古墳が築造され、伝統的な方形周溝墓の分布する地域へも古墳がもたらされた。
小平沢古墳以後に前方後円墳である大丸山古墳が出現するため、この頃には甲府盆地も畿内で成立したヤマト王権へ汲み込まれていったと考えられている。以後、東山地域には畿内色の強い甲斐銚子塚古墳が出現する。『国造本紀』の記事においても、景行天皇の時代に甲斐国造が設置されたと記されており、甲斐銚子塚古墳の被葬者を塩海足尼と見る場合、大丸山古墳はその先代である臣知津彦命を埋葬した可能性がある。また、東側には大丸山古墳と同時期（前後関係不明）の方形周溝墓が見られる東山北遺跡があり、両者の政治的関係が問題とされている。

## 文化財

### 国の史跡
- 大丸山古墳 - 2013年（平成25年）10月31日指定[4]。

## 関連文献
（記事執筆に使用していない関連文献）
- 『国指定史跡大丸山古墳 -災害復旧工事事業報告書-（山梨県埋蔵文化財センター調査報告書 第329集）』山梨県埋蔵文化財センター、2021年。 - リンクは奈良文化財研究所「全国遺跡報告総覧」。